# Real VMX

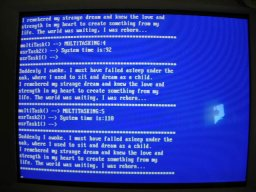
Real VMX Terminal

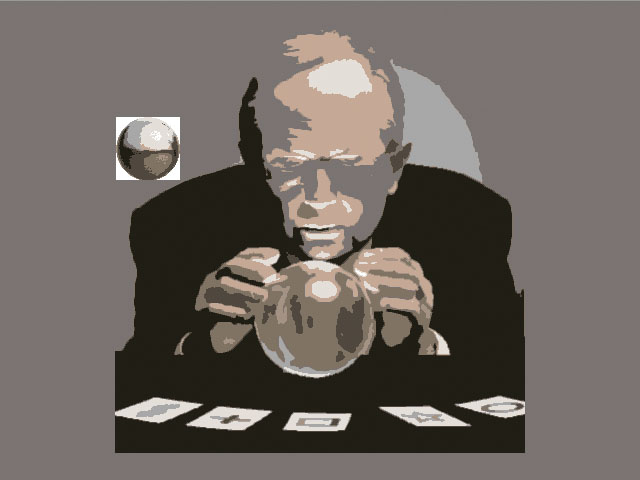
Real VMX i 640x480, 16 färgers grafikläge

Real VMX står för Realtime Virtual Memory uniX (engelska). Det är en VxWorks-liknande operativsystemskärna som i likhet med Linuxkärnan är släppt som fri programvara.

## Historia
Projektet grundades den 16 april 2008 på sourceforge, och den första fungerande kärnan fanns tillgänglig den 30 oktober 2008 i pre-alpha-versionen 0.0.5. Projektet blev tillgängligt under LGPL-licens från och med den 16 november 2008.

## OS-överblick
Nyckelfunktioner:
- Prioritetsbaserad multikörning och round robin-schemaläggning.
- En partitionsbaserad minneshanterare.
- Binära, räknande samt mutexsemaforer med prioritetsarv.
- Händelser kan genereras av en process för att väcka upp en annan sovande process.
- Meddelandeköer för kommunikation mellan olika processer.
- Virtuellt minne.

## Utveckling
Mjukvaruutvecklingen görs med GNU Compiler Collection, GCC på en Linux-plattform. All funktionalitet i den slutgiltiga applikationen är länkad in i samma binärfil som operativsystemkärnan. När man utvecklar för ett inbyggt system behövs en korskompilator. Den utgående filen är en ELF-binärfil som kan lagras på EPROM eller laddas över till målsystemet över Ethernet.
Medan man avlusar sitt program kan man ladda in det i en PC från hårddisken i samband med datorns uppstart. Man kan även använda det som ett operativsystem på sin PC. För att göra detta behövs en bootloader som kan ladda ELF-binärfiler, till exempel GRUB.